# Mesocapromys angelcabrerai
Mesocapromys angelcabrerai és una espècie de mamífer rosegador de la família de les huties. És endèmica de Cuba. Es tracta d'un animal que construeix refugis comunals als arbres de manglar. Els seus hàbitats naturals són els pantans, els aiguamolls i les illes petites properes a la costa meridional de Cuba. Està amenaçada per la caça com a objectiu primari o com a captura accessòria en trampes per caçar Capromys pilorides.